# 적로

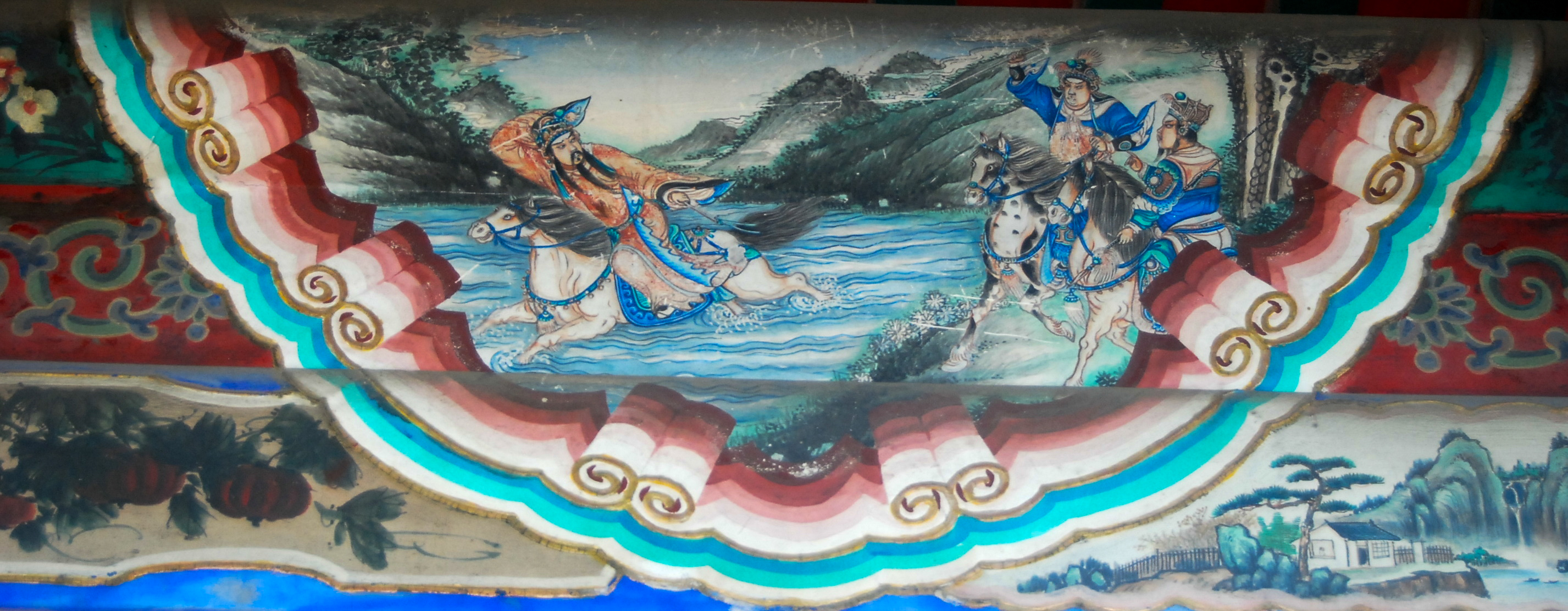
유비와 적로

적로 (的盧)는 말(馬)의 일종으로, 유안(楡雁)이라고도 한다. 이마에 흰 무늬가 있으며, 흰 무늬가 입안으로 들어가 이빨에 이르고, 눈밑에 눈물주머니가 있는 것이 특징이다. 노비가 타면 객사하고, 주인이 타면 사형을 당해 흉마(凶馬)로 알려져 있으며, 중국 삼국 시대의 군웅인 유비(劉備)와 동진(東晉)의 유량(庾亮)이 타고 다닌 것으로 유명하다.

## 각 기록에서의 적로

### 유비(劉備)의 말

#### 삼국지
《촉서(蜀書)》 선주전(先主伝)에 인용된 《위진세어(魏晉世語)》에 다음과 같은 기록이 있다.
유비(劉備)가 유표(劉表)에게 몸을 의지하고 있던 시기, 채모(蔡瑁)와 괴월(蒯越)이 유비를 암살할 계획을 꾸미고 연회를 열어 유비를 죽이려 했으나, 유비는 적로를 타고 성을 탈출하는 데 성공했다. 하지만 넓은 단계(檀溪)에 길이 막혀 탄식하고 있넌 찰나, 적로가 갑자기 물 속으로 뛰어들더니 세 길(丈)을 날아 무사히 탈출에 성공했다.

#### 삼국지연의
처음에는 장무(張武)의 말로 나오며, 유비(劉備)가 장무를 정벌할 때 조운(趙雲)이 장무를 죽이고 유비에게 적로를 바쳤다. 유비는 적로를 대단한 준마로 여기고 자신이 의탁하고 있던 유표(劉表)에게 헌상하려 했지만, 괴월(蒯越)이 적로가 흉마(凶馬)라는 것을 유표에게 고해 유표는 적로를 다시 유비에게 돌려주었다.
이후 유비의 휘하에 있던 이적(伊籍) 또한 같은 이유로 유비에게 적로를 타지 말라고 간언했으나, 유비는 "사람의 목숨은 하늘의 명에 달려있는데, 어찌 말 따위가 사람을 해칠 수 있겠는가"라며 이를 듣지 않았다. 그 뒤
유비가 채모(蔡瑁)에게 쫓겨 넓은 단계(檀溪)에 길이 막혀 탄식하고 있넌 찰나, 적로가 갑자기 물 속으로 뛰어들더니 순식간에 강 반대편으로 날아 무사히 탈출에 성공했다.

#### 기타
부현(傅玄)의 저서 《부순고집(傅鶉觚集)》에 다음과 같은 기록이 있다.
유비(劉備)가 조조(曹操)에게 항복해 밑으로 들어갔을 때 조조가 유비에게 준마를 하사하고자 유비를 마구간으로 데려가 말을 고르게 했는데, 백여 마리의 말을 보아도 유비의 마음에 드는 말이 없었다. 그러다 마구간 끝자락에서 뼈만 앙상하게 남은 적로를 발견하고는 자신의 말로 삼았는데, 세상 사람들이 이를 비웃었다. 하지만 이후 유비가 형주(荊州)에서 도주할 때 적로는 번개같은 속도로 적의 추격을 뿌리쳤으며, 세상 사람들이 유비의 식견에 감탄했다.
또한 역도원(酈道元)의 저서 《수경주(水經注)》 면수주(沔水注)에는 '유표(劉表)가 유비(劉備)를 암살할 계획을 꾸몄으나, 유비는 적로를 타고 성의 서쪽으로 탈출해 단계(檀溪)를 건너 도주했다'라고 기록되어 있다.

### 유량(庾亮)의 말

#### 세설신어
《덕행편(德行篇)》에 다음과 같은 기록이 있다.
유량(庾亮)의 말 줄에 적로가 있어 한 사람이 적로는 흉마(凶馬)이니 타인에게 넘겨줄 것을 권고했으나, 유량은 "이 말을 팔면 반드시 사는 사람이 있을 것이며, 결국 그 주인을 해칠 것이다. 자신이 피해를 입을까 불안하다고 해서 이것을 어찌 다른 사람에게 줄 수 있겠는가"라고 하며 중국 춘추 시대 초(楚)나라의 정치가인 손숙오(孫叔敖)의 고사를 들어 이를 거절했다.

## 같이 보기
- 유비
- 유량